# Dendropsophus werneri
Dendropsophus werneri là một loài ếch thuộc họ Nhái bén.
Đây là loài đặc hữu của Brasil.
Môi trường sống tự nhiên của chúng là đồng cỏ nhiệt đới hoặc cận nhiệt đới vùng ngập nước hoặc lụt theo mùa, đầm lầy, đầm nước ngọt, đầm nước ngọt có nước theo mùa, vùng đồng cỏ, và đất nông nghiệp có lụt theo mùa.